# Frédéric Morin
Pour les articles homonymes, voir Morin.
Frédéric Morin, est un journaliste français, né à Lyon le 11 juin 1823 et mort le 22 août 1874 dans le 5e arrondissement de Paris. 

## Biographie
Frédéric Morin est le fils d'un journaliste qui était, en 1830, rédacteur en chef du Précurseur. Il vint terminer ses études à Paris et fut admis en 1844 à l’École normale, où il s'adonna presque exclusivement à la philosophie. En 1847, il devint professeur de cette discipline à Mâcon, puis se fit recevoir agrégé de philosophie en 1848, et enfin fut envoyé, l'année suivante, au lycée de Nancy.
Après le 2 décembre 1851, il se prononça énergiquement contre le coup d'État et fut envoyé en disgrâce au lycée de Bourges. Ayant peu après refusé de prêter serment au chef de l’État, il fut considéré comme ayant donné sa démission de professeur. À cette occasion, il rencontra Henri Brisson, qui n’était encore qu’étudiant, et avec lequel il resta lié toute sa vie. Frédéric Morin revint alors à Paris, où, dans une position assez précaire, il vécut plusieurs années du produit de quelques leçons, partageant son temps entre les travaux du professorat libre, la composition de divers ouvrages et la collaboration à plusieurs journaux. Arrêté successivement en 1853, en 1854, et deux fois en 1857 pour des délits d’opinion, il eut à subir chaque fois un emprisonnement préventif plus ou moins prolongé.
En 1857, puis en 1863, Frédéric Morin se porta candidat de l'opposition à Lyon, lors des élections pour le Corps législatif, mais il échoua, obtenant pourtant un nombre important de voix. Au mois de mai 1859, il posa sa candidature à Paris, dans la 7e circonscription, mais il la retira avant le scrutin. Au mois d'août de cette même année, il fut nommé membre du conseil général du Rhône. La majorité du conseil général et celle du conseil d'arrondissement s'étant refusée à émettre le vœu que le conseil municipal de la ville de Lyon fût élu par le peuple, Frédéric Morin engagea les membres indépendants des deux conseils à donner leur démission. Quatorze démissions, y compris celle de Frédéric Morin, furent ainsi données, et le 1er décembre 1867, les quatorze démissionnaires furent réélus à une écrasante majorité.
Nommé par le gouvernement de la Défense nationale préfet de Saône-et-Loire, le 5 septembre 1870, Frédéric Morin remplit ces fonctions, que les circonstances rendaient si difficiles, jusqu'au mois de février 1871, époque où il donna sa démission. Un emprunt gouvernemental ayant été ouvert pour subvenir aux besoins militaires de la défense, Frédéric Morin engagea les fonctionnaires publics à souscrire à cet emprunt en leur rappelant qu'ils avaient vécu de longues années aux dépens de la nation. En quittant ses fonctions, il retourna à Paris et reprit, à la rédaction du Rappel, la place qu'il occupait avant la guerre. Au mois de juin 1871, il fut arrêté, mais on le relâcha presque aussitôt après. 
Pendant un certain temps, Frédéric Morin a appartenu au groupe des démocrates catholiques, dont le chef était Philippe Buchez ; mais il ne tarda pas à s'en séparer pour entrer dans un ordre d'idées beaucoup plus large et beaucoup plus logique. Il a publié une sorte de programme général de philosophie sous le titre : la Philosophie des sciences, cherchée dans leur histoire. Ce programme parut d'abord dans la Revue de Paris et fut ensuite imprimé à part. 
L'idée générale de Frédéric Morin est que le progrès ne se fait pas par évolution mais par révolutions. L'auteur essaya de démontrer cette thèse par l'histoire comparée des sciences et de la philosophie. Il exposa ces idées dans plusieurs opuscules et articles. À la lumière de sa théorie, il proposa une méthode nouvelle pour étudier l'histoire, l’exposant avec force et conviction dans un petit livre populaire intitulé : la France au moyen âge (1859, in-16), appliquant sa méthode à l'étude des premiers efforts de la démocratie française, c'est-à-dire à l'étude de la révolution communale et des tentatives parlementaires du XIVe siècle.
Comme journaliste, Frédéric Morin a mis au service des idées républicaines son talent ferme et vigoureux, son vaste savoir philosophique et historique. Parmi les nombreux journaux et recueils auxquels il a collaboré, nous citerons : l'Avenir, le Correspondant, la Revue de Paris, la Revue de l'instruction publique, le Courrier du dimanche, l'Estafette, la Presse, l’Illustration, le Progrès de Lyon, le Phare de la Loire, la Gironde, la Revue germanique, l'Avenir national, le Rappel, etc. Il participa à la création de plusieurs d’entre eux. Il a fondé en outre, en 1865 avec Alexandre Massol et Henri Brisson la Morale indépendante. 

## Œuvres
- Saint François d'Assise et les Franciscains (1853) ;
- De la Genèse et des principes métaphysiques de la science moderne (1856) ;
- Dictionnaire de théologie et de philosophie scolastiques (1857-1858, 2 vol.) faisant partie de la collection de l'abbé Migne ;
- Principes de la loi civile en France (1860) ;
- les Idées du temps présent (1863);
- les Hommes et les livres contemporains (1862) ;
- Résumé populaire du code civil (1863) ;
- Origines de la démocratie, la France au moyen âge (1864) ; etc.